# Guglielmo Letteri
Guglielmo Letteri (Roma, Italia, 11 de enero de 1926 - ib., 2 de febrero de 2006) fue un dibujante de historietas italiano.

## Biografía
Nacido en la capital italiana, vivió durante muchos años en Albania con su familia. En 1943 volvió a su ciudad natal, donde se inscribió en la Facultad de Ingeniería. Durante dos años fue músico profesional de jazz en la banda "Crystal Trio". Posteriormente, en 1948, se mudó a la Argentina, donde conoció a su compatriota Athos Cozzi, un dibujante que ya trabajaba en el país sudamericano. Cozzi le animó a que se dedicara al dibujo como trabajo, así que Letteri empezó a colaborar con varias editoriales argentinas, junto a otros artistas italianos de renombre como Hugo Pratt, Alberto Ongaro o Sergio Tarquinio. Tras mudarse a varios países, también pasando por Portugal y Canarias, Letteri se asentó en Londres donde trabajó para la Fleetway, para luego regresar a Latinoamérica.
En 1963, finalmente, volvió a Italia y el año siguiente debutó en la famosa serie western Tex, con guion de Gian Luigi Bonelli. Su estilo, inspirado en grandes autores clásicos estadounidenses como Alex Raymond, Charles Flanders o Phil Davis, muy limpio, preciso y de calidad, casi anticipador de la "línea clara", era particularmente apropiado para las historias de contenido más esotérico y de horror publicadas en la serie. De hecho, Letteri fue el creador gráfico de El Morisco, el erudito mexicano de origen egipcio que a veces coopera con Tex para resolver casos misteriosos y paranormales.
Letteri se dedicó a Tex por más de cuarenta años, convirtiéndose en su dibujante más prolífico después de Aurelio Galleppini. La única excepción fue Rick Master, una historieta policíaca creada por Gian Luigi Bonelli en 1968.